# Лонго Юрій Андрійович
Юрій Лонго або Юрій Андрійович Головко (рос. Ю́рий Андре́евич Ло́нго, Юрий Андреевич Головко, *23 вересня 1950 р. — †17 лютого 2006 р., м. Москва) — «магістр білої практичної магії», народний цілитель. Автор методик з «любовної магії», зі зняття пристріту, прокльонів тощо. Розробив нетрадиційні способи лікування онкологічних захворювань. Співавтор і співпродюсер телепередачі «Третє око», герой відеофільмів «Тіло Леніна», «Магістр», «Мить чаклунства», «Чарівник». Автор книг: «Професія — чаклун», «Чиста сила (Практична і любовна магія)», «Третє око», «Школа чаклунів (Таємниці практичної магії)», «Під світлом повного місяця», «Сповідь чаклуна», «Монастирські рецепти від будь-якої хвороби», «Сімейний травник від всіх хвороб» і т. д..

## Біографія
- Народився у станиці Незамаївська Краснодарського Краю, Павловський район. Батьки — вчителі сільської школи, сестра — вчителька математики.
- Навчався в художньому училищі (не закінчив). Потім у Москві навчався в театральній студії при КДБ СРСР. Отримав диплом психолога Ленінградського університету.
- Працював з Геннадієм Гончаровим керівником Московської школи гіпнозу[1].
- На хвилі «Перебудови» в СРСР був одним з перших, хто скористався піддатливістю суспільної свідомості в період кризи, і почав проводити свої «зцілення». Пізніше проводив телевізійні сеанси магії, вистави за «воскресінню мертвих». Демонстрував у своїх виступах гіпноз, телепатію, телекінез, пірокінез, ясновидіння, левітацію.
- Публікував в центральній пресі прогнози на майбутнє.
- Офіційно був одружений тричі[2]: Оксана Лозова (Балашиха), Людмила Борисівна Нікітіна (Москва), Анеліна Аркадіївна Семененко (шлюб тривав з 15 листопада 1995 по 3 квітня 1996). Від другого шлюбу є дочка Юлія (*23 вересня 1981). Після розлучення залишалася «екранною» (відображеною) дружиною мага. Проживали окремо: Юрій на Великій Бронній вулиці, Анеліна — у його квартирі на Сущевском валу.
- До кінця життя усвідомив, що його фокуси і трюки справили вкрай негативний вплив на значну кількість людей, і намагався якось компенсувати завдані ним збитки свідомості людей, схильних до навіювання. Зокрема, виступив з різкою критикою дій Григорія Грабового.
- 20 лютого 2006 р. помер у Москві. Похований на Востряковському цвинтарі[3]. Офіційна причина смерті — аневризма аорти[4]. Неофіційною причиною є його конфлікт з Григорієм Грабовим. Незадовго до смерті, Юрій Лонго виступив на телеканалі «ТНТ» з різкою критикою його обіцянок оживити загиблих у Беслані. Передача на «ТНТ» з критикою Грабового була записана за півтора місяця до показу, проте її показали напередодні того дня, коли у Юрія Лонго стався перший напад. Спадщина Юрія Лонго оцінюється в $1,5 млн дол. США на лютий 2006 р.